# Démocratie nationale (Pologne)
Pour l’article homonyme, voir Démocratie nationale (Espagne).

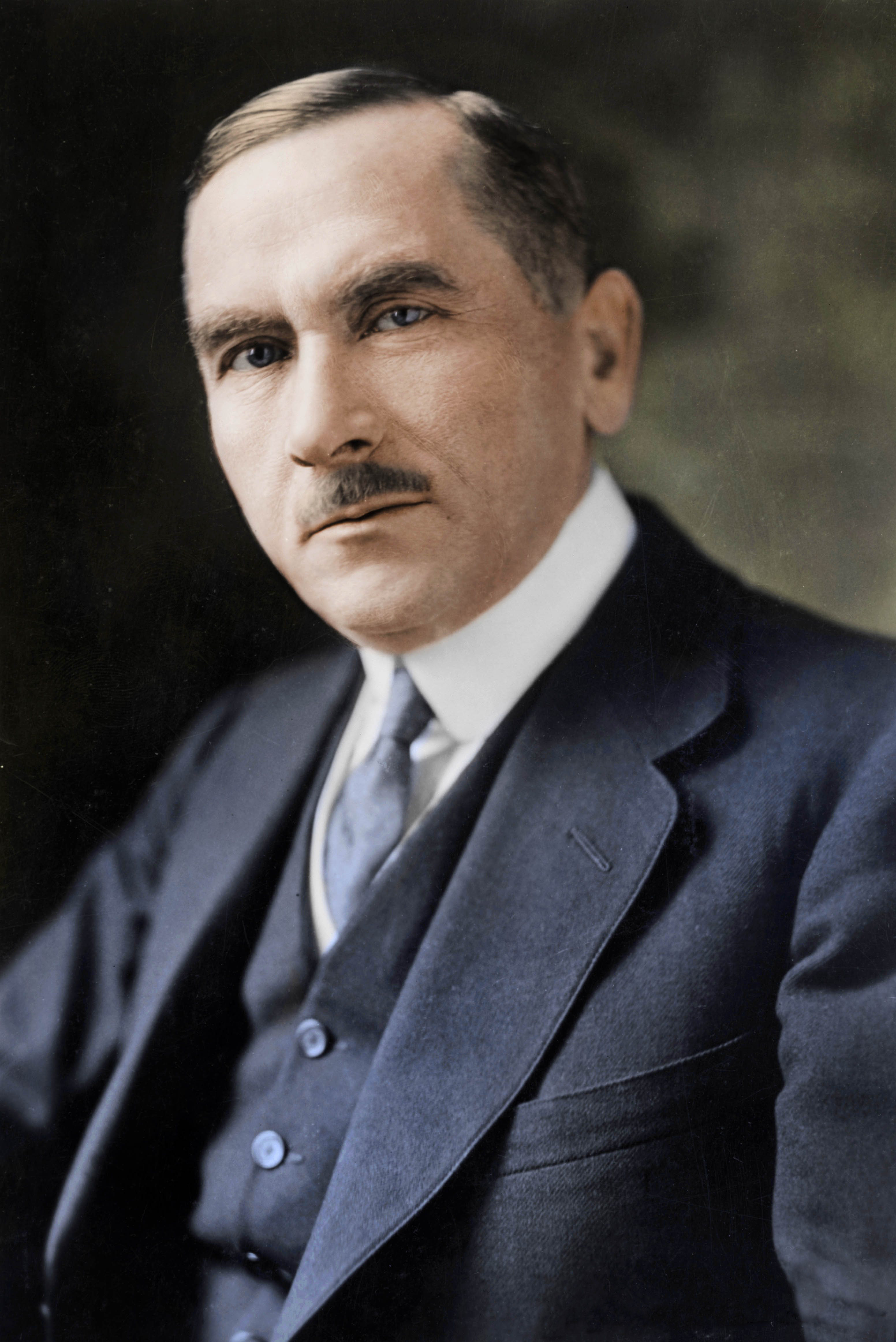
Portrait en couleur de Roman Dmowski en 1919

La Démocratie nationale (ou National-démocratie, en polonais Narodowa Demokracja, parfois aussi Endecja)  est un mouvement nationaliste polonais né à la fin du XIXe siècle dont le fondateur et idéologue est Roman Dmowski.
Contrairement à Józef Piłsudski, partisan d'une alliance avec les peuples voisins immédiats, il voyait la Pologne indépendante comme un allié de la Russie, qu'elle soit tsariste ou soviétique.
Le principal parti de ce courant est le Parti national-démocrate (en polonais Stronnictwo Narodowo-Demokratyczne).